# Ghiduț
Ghiduț (węg. Güdüc) – wieś w Rumunii, w okręgu Harghita, w gminie Lăzarea. W 2011 roku liczyła 170 mieszkańców.